# Маттео Фальконе (фильм)
«Маттео Фальконе» (азерб. Matteo Falkone) — короткометражный художественный фильм советского режиссёра Тофика Тагизаде, снятый на киностудии «Азербайджанфильм» в 1960 году по мотивам одноимённой новеллы французского писателя Проспера Мериме.

## История создания
Фильм был создан в 1960 году на основе материалов фильма «На дальних берегах». По словам режиссёра фильма Тофика Тагизаде, после того, как был снят фильм «На дальних берегах» (1958 год), осталось много неиспользованной киноленты. Было задумано снять ещё один фильм. Так появился фильм «Маттео Фальконе». За основу была взята одноимённая новелла французского писателя Проспера Мериме, а в главной роли снялся Нодар Шашик-оглы. В фильме, по словам режиссёра, рассказывается о таких моральных качествах, как верности своему народу, патриотизме, борьбе с захватчиками. Музыка в фильме, написанная народным артистом СССР Кара Караевым, исполнялась Азербайджанским государственным симфоническим оркестром имени Узеира Гаджибекова, дирижировал — народный артист СССР Ниязи.

## Сюжет

Кадр из фильма. Маттео Фальконе и Джузеппа, возвращаясь домой, замечают сержанта Гамбу и его солдат

Корсика, XIX век. Идёт погоня за раненым Джанетто Санпьеро. А в это время  богатый и зажиточный Маттео Фальконе живёт вместе со своей женой Джузеппой и десятилетним сыном Фортунато, которым очень гордится. Однажды, когда его и его жены не было дома, в дом залез Джанетто, разыскиваемый сержантом. Фортунато согласился укрыть беглеца лишь тогда, когда тот предложил серебряную монету. Через несколько минут в доме появились вооружённые солдаты во главе с сержантом Гамбой, который начал расспрашивать Фортунато. Но мальчишка так дерзко и насмешливо отвечал Гамбе, что тот, вскипев, приказал обыскать дом и стал угрожать Фортунато наказанием. Тогда сержант вытащил из кармана серебряные часы и пообещал отдать их Фортунатто, если тот выдаст преступника. Подросток не устоял перед этим искушением, и Джанетто был схвачен.
Возвращаясь домой, Маттео Фальконе и его жена наткнулись на солдат, уводивших Джанетто. Увидев Фальконе, Джанетто плюнул в его сторону и назвал Маттео «отцом предателя». Не желая сносить позор, Маттео увёл сына из дома и убил его выстрелом из ружья.

## В ролях
| Актёр                | Роль                          |
| -------------------- | ----------------------------- |
| Нодар Шашик-оглы     | Маттео Фальконе               |
| Тамилла Агамирова    | Джузеппа                      |
| Джейхун Мирзаев      | Фортунато                     |
| Тофик Тагизаде       | Джанетто Санпьеро             |
| Анатолий Фалькович   | сержант Гамба                 |
| Гаджи Мурад Ягизаров | солдат (в титрах отсутствует) |